# Bruno Enríquez
Bruno Enríquez Gómez (Lima, 13 de mayo de 1988) es un futbolista peruano. Juega de arquero y actualmente está sin equipo. Tiene 36 años.

## Trayectoria
Formado en la Academia Cantolao. En el año 2004 Alianza Lima compró sus derechos deportivos. Después, gracias a una beca, llegó a jugar en el Colorado Rapids de Estados Unidos, en el que no continuó debido a problemas con la visa. Regresó a su país de origen y poco tiempo después, gracias al presidente del Cantolao, llegó a formar parte de la reserva del Honvéd FC de Hungría por seis meses. A partir de 2010 integró la plantilla de la reserva de Alianza Atlético; posteriormente pasó a jugar la Copa Perú, primero con el Unión Huaral, después en la etapa Regional con el Cultural Géminis y en la etapa Nacional con el Club Deportivo Municipal. En el año 2013 llega al Club Deportivo Coopsol donde no llega a tener muchas oportunidades sin embargo, logra arrancar de titular en algunos partidos. En la temporada 2014 permanece en la Segunda División Peruana como jugador del recién ascendido Unión Huaral.

## Clubes
| Club                | País           | Año       |
| ------------------- | -------------- | --------- |
| Colorado Rapids     | Estados Unidos | 2008      |
| Atlético Chalaco    | Perú           | 2008      |
| Honvéd FC           | Hungría        | 2008-2009 |
| Alianza Atlético    | Perú           | 2010-2011 |
| Unión Huaral        | Perú           | 2012      |
| Cultural Géminis    | Perú           | 2012      |
| Deportivo Municipal | Perú           | 2012      |
| Deportivo Coopsol   | Perú           | 2013      |
| Unión Huaral        | Perú           | 2014      |
| San Simón           | Perú           | 2015      |
| Academia Cantolao   | Perú           | 2016      |

## Palmarés

### Campeonatos nacionales
| Título                    | Club              | País | Año  |
| ------------------------- | ----------------- | ---- | ---- |
| Segunda División del Perú | Academia Cantolao | Perú | 2016 |